# Saison 1980 de la WTA
Vainqueurs des tournois majeurs

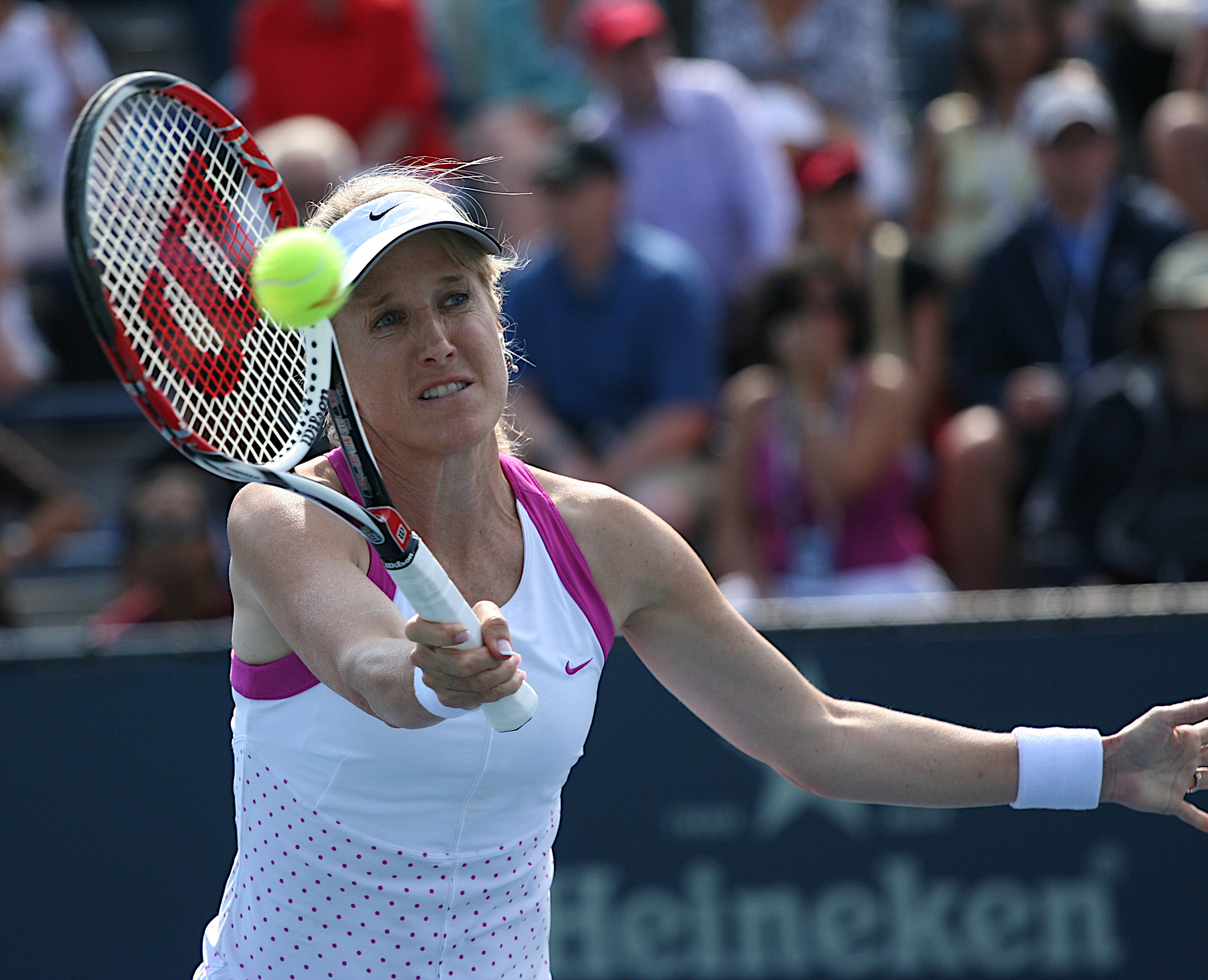
Tracy Austin au U.S. Open Champions Team Tennis du mercredi 9 septembre 2009.

Résultats des tournois de tennis organisés par la Women's Tennis Association (WTA) en 1980 :

## Organisation de la saison
Indépendamment des quatre tournois du Grand Chelem (organisés par la Fédération internationale de tennis), la saison 1980 de tennis féminin  de la WTA est, pour l'essentiel, scindée en deux circuits professionnels majeurs : 
- de janvier à mars : les Avon Series,
- de mars à décembre : les Colgate Series.

Un certain nombre de tournois n'appartiennent à aucun de ces deux circuits (« non-Tour events »).
À ce calendrier s'ajoutent aussi deux épreuves par équipes nationales : la Coupe de la Fédération et la Wightman Cup.

### Avon Series
Les tournois Avon Series se déroulent exclusivement aux États-Unis.
Fin mars, le Masters voit s'affronter les huit joueuses ayant réalisé les meilleurs résultats de ces Avon Series.

### Colgate Series
Les tournois Colgate Series se déroulent quant à eux dans le monde entier, à l'exception du Futures of Canada.
En janvier 1981,  le Colgate Champ’s of Washington confronte les huit joueuses ayant réalisé les meilleurs résultats de ces Colgate Series de la saison 1980.

## Palmarès

### Simple
| No | Date       | Nom et lieu du tournoi                        | Catégorie  | Dotation  | Surface         | Vainqueure          | Finaliste           | Score         |         |
| -- | ---------- | --------------------------------------------- | ---------- | --------- | --------------- | ------------------- | ------------------- | ------------- | ------- |
| 1  | 02/01/1980 | Colgate Series Championships, Washington      |            | 250 000 $ | Moquette (int.) | Martina Navrátilová | Tracy Austin        | 6-2, 6-1      | Tableau |
| 2  | 07/01/1980 | Avon Futures of Bakersfield, Bakersfield      | Futures    | 25 000 $  | Dur (ext.)      | Lucia Romanov       | Stacy Margolin      | 6-4, 6-1      | Tableau |
| 3  | 07/01/1980 | Avon Championships of Cincinnati, Cincinnati  |            | 150 000 $ | Moquette (int.) | Tracy Austin        | Chris Evert         | 6-2, 6-1      | Tableau |
| 4  | 14/01/1980 | Avon Futures of Las Vegas, Las Vegas          | Futures    | 25 000 $  | Dur (int.)      | Andrea Jaeger       | Barbara Potter      | 7-6, 4-6, 6-1 | Tableau |
| 5  | 14/01/1980 | Avon Championships of Kansas, Kansas City     |            | 125 000 $ | Moquette (int.) | Martina Navrátilová | Greer Stevens       | 6-0, 6-2      | Tableau |
| 6  | 21/01/1980 | Futures of Ogden, Ogden                       | Futures    | 25 000 $  | Dur (int.)      | Sherry Acker        | Trey Lewis          | 7-6, 6-0      | Tableau |
| 7  | 21/01/1980 | Avon Championships of Chicago, Chicago        |            | 200 000 $ | Moquette (int.) | Martina Navrátilová | Chris Evert         | 6-4, 6-4      | Tableau |
| 8  | 28/01/1980 | Avon Futures of Idaho, Boise                  | Futures    | 25 000 $  | Dur (int.)      | Roberta McCallum    | Rosalyn Fairbank    | 6-4, 6-1      | Tableau |
| 9  | 28/01/1980 | Avon Championships of Seattle, Seattle        |            | 150 000 $ | Moquette (int.) | Tracy Austin        | Virginia Wade       | 6-2, 7-6      | Tableau |
| 10 | 04/02/1980 | Avon Futures of Calgary, Calgary              | Futures    | 25 000 $  | Dur (int.)      | Regina Maršíková    | C. Jolissaint       | 4-6, 7-6, 6-2 | Tableau |
| 11 | 04/02/1980 | Avon Championships of Los Angeles, Inglewood  |            | 125 000 $ | Moquette (int.) | Martina Navrátilová | Tracy Austin        | 6-2, 6-0      | Tableau |
| 12 | 11/02/1980 | Avon Futures of Toronto, Toronto              | Futures    | 25 000 $  | Dur (int.)      | Paula Smith         | Glynis Coles        | 6-4, 6-3      | Tableau |
| 13 | 11/02/1980 | Avon Championships of California, Oakland     |            | 150 000 $ | Moquette (int.) | Martina Navrátilová | Evonne Goolagong    | 6-1, 7-6      | Tableau |
| 14 | 18/02/1980 | Avon Futures of Roanoke, Roanoke              | Futures    | 7 500 $   | Moquette (int.) | Felicia Hutnick     | Vicki Nelson        | 6-2, 7-5      | Tableau |
| 15 | 18/02/1980 | Avon Championships of Detroit, Détroit        |            | 200 000 $ | Moquette (int.) | Billie Jean King    | Evonne Goolagong    | 6-3, 6-0      | Tableau |
| 16 | 25/02/1980 | Avon Futures of Columbus, Columbus (OH)       | Futures    | 25 000 $  | Dur (int.)      | Peanut Louie        | Beth Norton         | 6-2, 6-3      | Tableau |
| 17 | 25/02/1980 | Avon Championships of Houston, Houston        |            | 150 000 $ | Moquette (int.) | Billie Jean King    | Martina Navrátilová | 6-1, 6-3      | Tableau |
| 18 | 03/03/1980 | Avon Futures of Atlanta, Atlanta              | Futures    | 25 000 $  | Dur (int.)      | Kay McDaniel        | Renée Richards      | 4-6, 6-4, 7-6 | Tableau |
| 19 | 03/03/1980 | Avon Championships of Dallas, Dallas          |            | 150 000 $ | Moquette (int.) | Martina Navrátilová | Evonne Goolagong    | 6-3, 6-2      | Tableau |
| 20 | 10/03/1980 | Avon Futures of Southwest Florida, Fort Myers | Futures    | 25 000 $  | Terre (ext.)    | Jeanne Duvall       | Felicia Raschiatore | 6-4, 3-6, 6-3 | Tableau |
| 21 | 10/03/1980 | Avon Championships of Boston, Boston          |            | 125 000 $ | Moquette (int.) | Tracy Austin        | Virginia Wade       | 6-2, 6-1      | Tableau |
| 22 | 17/03/1980 | Avon Circuit Championships, New York          | Masters    | 300 000 $ | Moquette (int.) | Tracy Austin        | Martina Navrátilová | 6-2, 2-6, 6-2 | Tableau |
| 23 | 22/03/1980 | Honda Civic Classic, Carlsbad                 |            | 50 000 $  | Dur (ext.)      | Pam Shriver         | Kate Latham         | 6-1, 6-2      | Tableau |
| 24 | 29/03/1980 | Clairol Crown, Carlsbad                       | Exhibition | 200 000 $ | Dur (ext.)      | Tracy Austin        | Martina Navrátilová | 7-5, 6-2      | Tableau |
| 25 | 02/04/1980 | Avon Futures Championships, Edmond            | Futures    | 50 000 $  | Terre (ext.)    | Regina Maršíková    | Andrea Jaeger       | 6-2, 6-2      | Tableau |
| 26 | 07/04/1980 | Family Circle Cup, Hilton Head                |            | 150 000 $ | Terre (ext.)    | Tracy Austin        | Regina Maršíková    | 3-6, 6-1, 6-0 | Tableau |
| 27 | 14/04/1980 | Murjani WTA Championships, Amelia Island      |            | 100 000 $ | Terre (ext.)    | Martina Navrátilová | Hana Mandlíková     | 5-7, 6-3, 6-2 | Tableau |
| 28 | 28/04/1980 | United Airlines Tournament, Orlando           |            | 200 000 $ | Terre (ext.)    | Martina Navrátilová | Tracy Austin        | 6-2, 6-4      | Tableau |
| 29 | 05/05/1980 | Italian Open, Pérouse                         |            | 100 000 $ | Terre (ext.)    | Chris Evert         | Virginia Ruzici     | 5-7, 6-2, 6-2 | Tableau |
| 30 | 26/05/1980 | Roland-Garros, Paris                          | G. Chelem  | 250 000 $ | Terre (ext.)    | Chris Evert         | Virginia Ruzici     | 6-0, 6-3      | Tableau |
| 31 | 02/06/1980 | Kent Championships, Beckenham                 |            | 14 000 $  | Gazon (ext.)    | Andrea Jaeger       | Jo Durie            | 6-4, 6-1      | Tableau |
| 32 | 09/06/1980 | Crossley Carpets Trophy, Chichester           |            | 100 000 $ | Gazon (ext.)    | Chris Evert         | Evonne Goolagong    | 6-3, 6-7, 7-5 | Tableau |
| 33 | 16/06/1980 | BMW Championships, Eastbourne                 |            | 125 000 $ | Gazon (ext.)    | Tracy Austin        | Wendy Turnbull      | 7-6, 6-2      | Tableau |
| 34 | 23/06/1980 | The Championships, Wimbledon                  | G. Chelem  | 259 000 $ | Gazon (ext.)    | Evonne Goolagong    | Chris Evert         | 6-1, 7-6      | Tableau |
| 35 | 14/07/1980 | Player's Challenge Classic, Montréal          |            | 100 000 $ | Dur (ext.)      | Martina Navrátilová | Greer Stevens       | 6-2, 6-1      | Tableau |
| 36 | 21/07/1980 | Central Fidelity Bank International, Richmond |            | 100 000 $ | Moquette (int.) | Martina Navrátilová | Mary Lou Piatek     | 6-3, 6-0      | Tableau |
| 37 | 21/07/1980 | Sparkassen Austrian Cup, Kitzbühel            |            | 50 000 $  | Terre (ext.)    | Virginia Ruzici     | Hana Mandlíková     | 3-6, 6-1, ab. | Tableau |
| 38 | 28/07/1980 | Wells Fargo Open, San Diego                   |            | 100 000 $ | Dur (ext.)      | Tracy Austin        | Wendy Turnbull      | 6-1, 6-3      | Tableau |
| 39 | 04/08/1980 | US Clay Court Championships, Indianapolis     |            | 150 000 $ | Terre (ext.)    | Chris Evert         | Andrea Jaeger       | 6-4, 6-3      | Tableau |
| 40 | 11/08/1980 | Player’s Canadian Open, Toronto               |            | 150 000 $ | Dur (ext.)      | Chris Evert         | Virginia Ruzici     | 6-3, 6-1      | Tableau |
| 41 | 18/08/1980 | Volvo Women's Cup, Mahwah                     |            | 100 000 $ | Dur (ext.)      | Hana Mandlíková     | Andrea Jaeger       | 6-7, 6-2, 6-2 | Tableau |
| 42 | 25/08/1980 | US Open, Flushing Meadows                     | G. Chelem  | 300 000 $ | Dur (ext.)      | Chris Evert         | Hana Mandlíková     | 5-7, 6-1, 6-1 | Tableau |
| 43 | 08/09/1980 | Toray Sillook Open, Tokyo                     |            | 175 000 $ | Dur (ext.)      | Billie Jean King    | Terry Holladay      | 7-5, 6-4      | Tableau |
| 44 | 08/09/1980 | Women’s Games, Salt Lake City                 |            | 50 000 $  | Dur (ext.)      | Virginia Ruzici     | Ivanna Madruga      | 6-1, 6-3      | Tableau |
| 45 | 15/09/1980 | Buick Riviera Classic, Las Vegas              |            | 200 000 $ | Dur (int.)      | Andrea Jaeger       | Hana Mandlíková     | 7-5, 4-6, 6-3 | Tableau |
| 46 | 22/09/1980 | Davidson’s Classic, Atlanta                   |            | 100 000 $ | Moquette (int.) | Hana Mandlíková     | Wendy Turnbull      | 6-3, 7-5      | Tableau |
| 47 | 29/09/1980 | US Indoors, Minneapolis                       |            | 100 000 $ | Moquette (int.) | Tracy Austin        | Dianne Fromholtz    | 6-1, 2-6, 6-2 | Tableau |
| 48 | 06/10/1980 | Thunderbird Classic, Phoenix                  |            | 100 000 $ | Dur (ext.)      | Regina Maršíková    | Wendy Turnbull      | 7-6, 7-6      | Tableau |
| 49 | 13/10/1980 | Maybelline Classic, Deerfield Beach           |            | 100 000 $ | Dur (ext.)      | Chris Evert         | Andrea Jaeger       | 6-4, 6-1      | Tableau |
| 50 | 13/10/1980 | Borden Classic, Nagoya                        |            | 50 000 $  | Terre (ext.)    | Dana Gilbert        | Barbara Jordan      | 5-1, ab.      | Tableau |
| 51 | 20/10/1980 | Daihatsu Challenge, Brighton                  |            | 125 000 $ | Moquette (int.) | Chris Evert         | Martina Navrátilová | 6-4, 5-7, 6-3 | Tableau |
| 52 | 20/10/1980 | Hit-Union Japan Open, Tokyo                   |            | 50 000 $  | Dur (ext.)      | Mariana Simionescu  | Nerida Gregory      | 6-4, 6-4      | Tableau |
| 53 | 27/10/1980 | Stockholm Open, Stockholm                     |            | 75 000 $  | Moquette (int.) | Hana Mandlíková     | Bettina Bunge       | 6-2, 6-2      | Tableau |
| 54 | 03/11/1980 | Seiko Classic, Hong Kong                      |            | 50 000 $  | Terre (ext.)    | Wendy Turnbull      | Marcie Louie        | 6-0, 6-2      | Tableau |
| 55 | 03/11/1980 | Porsche Grand Prix, Filderstadt               |            | 125 000 $ | Dur (int.)      | Tracy Austin        | Sherry Acker        | 6-2, 7-5      | Tableau |
| 56 | 10/11/1980 | Dutch International Indoors, Amsterdam        |            | 75 000 $  | Moquette (int.) | Hana Mandlíková     | Virginia Ruzici     | 5-7, 6-2, 7-5 | Tableau |
| 57 | 10/11/1980 | Florida Federal Open, Tampa                   |            | 125 000 $ | Dur (ext.)      | Andrea Jaeger       | Tracy Austin        | Forfait       | Tableau |
| 58 | 22/11/1980 | Emeron Cup, Tokyo                             | Exhibition | 200 000 $ | Moquette (int.) | Martina Navrátilová | Tracy Austin        | 6-4, 6-3      | Tableau |
| 59 | 24/11/1980 | Toyota Australian Open, Melbourne             | G. Chelem  | 200 000 $ | Gazon (ext.)    | Hana Mandlíková     | Wendy Turnbull      | 6-0, 7-5      | Tableau |
| 60 | 24/11/1980 | South African Open, Johannesburg              |            | NC        | Dur (ext.)      | Lesley Charles      | Rene Uys            | 7-5, 6-4      |         |
| 61 | 01/12/1980 | Building Society NSW Open, Sydney             |            | 125 000 $ | Gazon (ext.)    | Wendy Turnbull      | Pam Shriver         | 3-6, 6-4, 7-6 | Tableau |
| 62 | 08/12/1980 | National Panasonic Open, Adélaïde             |            | 125 000 $ | Gazon (ext.)    | Hana Mandlíková     | Sue Barker          | 6-2, 6-4      | Tableau |
| 63 | 15/12/1980 | Tucson Open, Tucson                           |            | 75 000 $  | Moquette (int.) | Tracy Austin        | Peanut Louie        | 6-2, 6-0      | Tableau |

### Double
| No | Date       | Nom et lieu du tournoi                       | Catégorie | Dotation  | Surface         | Vainqueures                          | Finalistes                         | Score         |         |
| -- | ---------- | -------------------------------------------- | --------- | --------- | --------------- | ------------------------------------ | ---------------------------------- | ------------- | ------- |
| 1  | 02/01/1980 | Colgate Series Championships Washington      |           | 250 000 $ | Moquette (int.) | Billie Jean King Martina Navrátilová | Rosie Casals Chris Evert           | 6-4, 6-3      | Tableau |
| 2  | 07/01/1980 | Avon Futures of Bakersfield Bakersfield      | Futures   | 25 000 $  | Dur (ext.)      | NC                                   | NC                                 | Pluie         | Tableau |
| 3  | 07/01/1980 | Avon Championships of Cincinnati Cincinnati  |           | 150 000 $ | Moquette (int.) | Laura duPont Pam Shriver             | Mima Jaušovec Ann Kiyomura         | 6-3, 6-3      | Tableau |
| 4  | 14/01/1980 | Avon Futures of Las Vegas Las Vegas          | Futures   | 25 000 $  | Dur (int.)      | Kay McDaniel Barbara Potter          | Diane Desfor Barbara Jordan        | 4-6, 7-6, 6-4 | Tableau |
| 5  | 14/01/1980 | Avon Championships of Kansas Kansas City     |           | 125 000 $ | Moquette (int.) | Billie Jean King Martina Navrátilová | Laura duPont Pam Shriver           | 6-3, 6-1      | Tableau |
| 6  | 21/01/1980 | Futures of Ogden Ogden                       | Futures   | 25 000 $  | Dur (int.)      | Sherry Acker Mary Carillo            | Yvona Brzáková Rosalyn Fairbank    | 6-1, 6-2      | Tableau |
| 7  | 21/01/1980 | Avon Championships of Chicago Chicago        |           | 200 000 $ | Moquette (int.) | Billie Jean King Martina Navrátilová | Sylvia Hanika Kathy Jordan         | 6-3, 6-4      | Tableau |
| 8  | 28/01/1980 | Avon Futures of Idaho Boise                  | Futures   | 25 000 $  | Dur (int.)      | Mary Carillo Florenta Mihai          | Diane Desfor Barbara Hallquist     | 6-1, 6-4      | Tableau |
| 9  | 28/01/1980 | Avon Championships of Seattle Seattle        |           | 150 000 $ | Moquette (int.) | Rosie Casals Wendy Turnbull          | Greer Stevens Virginia Wade        | 6-4, 2-6, 7-5 | Tableau |
| 10 | 04/02/1980 | Avon Futures of Calgary Calgary              | Futures   | 25 000 $  | Dur (int.)      | Marjorie Blackwood Pam Whytcross     | Leslie Allen Dianne Morrison       | 7-5, 5-7, 6-4 | Tableau |
| 11 | 04/02/1980 | Avon Championships of Los Angeles Inglewood  |           | 125 000 $ | Moquette (int.) | Rosie Casals Martina Navrátilová     | Kathy Jordan Anne Smith            | 7-6, 6-2      | Tableau |
| 12 | 11/02/1980 | Avon Futures of Toronto Toronto              | Futures   | 25 000 $  | Dur (int.)      | Marjorie Blackwood Pam Whytcross     | Lea Antonoplis Kim Jones           | 3-6, 7-6, 6-3 | Tableau |
| 13 | 11/02/1980 | Avon Championships of California Oakland     |           | 150 000 $ | Moquette (int.) | Sue Barker Ann Kiyomura              | Greer Stevens Virginia Wade        | 6-0, 6-4      | Tableau |
| 14 | 18/02/1980 | Avon Futures of Roanoke Roanoke              | Futures   | 7 500 $   | Moquette (int.) | Rita Agassi Susan Leo                | Betsy Blaney Mariette Pakker       | 6-3, 7-5      | Tableau |
| 15 | 18/02/1980 | Avon Championships of Detroit Détroit        |           | 200 000 $ | Moquette (int.) | Billie Jean King Ilana Kloss         | Kathy Jordan Anne Smith            | 3-6, 6-3, 6-2 | Tableau |
| 16 | 25/02/1980 | Avon Futures of Columbus Columbus (OH)       | Futures   | 25 000 $  | Dur (int.)      | Ann Henricksson Felicia Hutnick      | Lindsay Morse Candy Reynolds       | 7-6, 4-6, 6-4 | Tableau |
| 17 | 25/02/1980 | Avon Championships of Houston Houston        |           | 150 000 $ | Moquette (int.) | Billie Jean King Ilana Kloss         | Betty Stöve Wendy Turnbull         | 3-6, 6-1, 6-4 | Tableau |
| 18 | 03/03/1980 | Avon Futures of Atlanta Atlanta              | Futures   | 25 000 $  | Dur (int.)      | Ilana Kloss Betty-Ann Stuart         | Ann Henricksson Candy Reynolds     | 7-6, 7-6      | Tableau |
| 19 | 03/03/1980 | Avon Championships of Dallas Dallas          |           | 150 000 $ | Moquette (int.) | Billie Jean King Martina Navrátilová | Rosie Casals Wendy Turnbull        | 4-6, 6-3, 6-3 | Tableau |
| 20 | 10/03/1980 | Avon Futures of Southwest Florida Fort Myers | Futures   | 25 000 $  | Terre (ext.)    | Diane Desfor Barbara Hallquist       | Carrie Meyer Sabina Simmonds       | 6-3, 6-1      | Tableau |
| 21 | 10/03/1980 | Avon Championships of Boston Boston          |           | 125 000 $ | Moquette (int.) | Rosie Casals Wendy Turnbull          | Billie Jean King Ilana Kloss       | 6-4, 7-6      | Tableau |
| 22 | 17/03/1980 | Avon Circuit Championships New York          | Masters   | 300 000 $ | Moquette (int.) | Billie Jean King Martina Navrátilová | Rosie Casals Wendy Turnbull        | 6-3, 4-6, 6-3 | Tableau |
| 23 | 22/03/1980 | Honda Civic Classic Carlsbad                 |           | 50 000 $  | Dur (ext.)      | Laura duPont Pam Shriver             | Rosie Casals Joanne Russell        | 6-7, 6-4, 6-1 | Tableau |
| 24 | 31/03/1980 | Bridgestone Doubles Tokyo                    |           | 150 000 $ | Moquette (int.) | Billie Jean King Martina Navrátilová | Sue Barker Ann Kiyomura            | 7-5, 6-3      | Tableau |
| 25 | 02/04/1980 | Avon Futures Championships Edmond            | Futures   | 50 000 $  | Terre (ext.)    | Marjorie Blackwood Pam Whytcross     | Lindsay Morse Candy Reynolds       | 7-5, 7-6      | Tableau |
| 26 | 07/04/1980 | Family Circle Cup Hilton Head                |           | 150 000 $ | Terre (ext.)    | Kathy Jordan Anne Smith              | Candy Reynolds Paula Smith         | 6-2, 6-1      | Tableau |
| 27 | 14/04/1980 | Murjani WTA Championships Amelia Island      |           | 100 000 $ | Terre (ext.)    | Rosie Casals Ilana Kloss             | Kathy Jordan Pam Shriver           | 7-6, 7-6      | Tableau |
| 28 | 05/05/1980 | Italian Open Pérouse                         |           | 100 000 $ | Terre (ext.)    | Hana Mandlíková Renáta Tomanová      | Ivanna Madruga Adriana Villagrán   | 6-4, 6-4      | Tableau |
| 29 | 26/05/1980 | Roland-Garros Paris                          | G. Chelem | 250 000 $ | Terre (ext.)    | Kathy Jordan Anne Smith              | Ivanna Madruga Adriana Villagrán   | 6-1, 6-0      | Tableau |
| 30 | 02/06/1980 | Kent Championships Beckenham                 |           | 14 000 $  | Gazon (ext.)    | Andrea Buchanan Diane Desfor         | Kim Jones Lindsay Morse            | 6-7, 6-4, 6-2 | Tableau |
| 31 | 09/06/1980 | Crossley Carpets Trophy Chichester           |           | 100 000 $ | Gazon (ext.)    | Pam Shriver Betty Stöve              | Rosie Casals Wendy Turnbull        | 6-4, 7-5      | Tableau |
| 32 | 16/06/1980 | BMW Championships Eastbourne                 |           | 125 000 $ | Gazon (ext.)    | Kathy Jordan Anne Smith              | Pam Shriver Betty Stöve            | 6-4, 6-1      | Tableau |
| 33 | 23/06/1980 | The Championships Wimbledon                  | G. Chelem | 259 000 $ | Gazon (ext.)    | Kathy Jordan Anne Smith              | Rosie Casals Wendy Turnbull        | 4-6, 7-5, 6-1 | Tableau |
| 34 | 14/07/1980 | Player's Challenge Classic Montréal          |           | 100 000 $ | Dur (ext.)      | Pam Shriver Anne Smith               | Ann Kiyomura Greer Stevens         | 3-6, 6-6, ab. | Tableau |
| 35 | 21/07/1980 | Central Fidelity Bank International Richmond |           | 100 000 $ | Moquette (int.) | Billie Jean King Martina Navrátilová | Pam Shriver Anne Smith             | 6-4, 4-6, 6-3 | Tableau |
| 36 | 21/07/1980 | Sparkassen Austrian Cup Kitzbühel            |           | 50 000 $  | Terre (ext.)    | Claudia Kohde-Kilsch Eva Pfaff       | Hana Mandlíková Renáta Tomanová    | Forfait       | Tableau |
| 37 | 28/07/1980 | Wells Fargo Open San Diego                   |           | 100 000 $ | Dur (ext.)      | Tracy Austin Ann Kiyomura            | Rosie Casals Wendy Turnbull        | 3-6, 6-4, 6-3 | Tableau |
| 38 | 04/08/1980 | US Clay Court Championships Indianapolis     |           | 150 000 $ | Terre (ext.)    | Anne Smith Paula Smith               | Virginia Ruzici Renáta Tomanová    | 4-6, 6-3, 6-4 | Tableau |
| 39 | 11/08/1980 | Player’s Canadian Open Toronto               |           | 150 000 $ | Dur (ext.)      | Andrea Jaeger Regina Maršíková       | Ann Kiyomura Betsy Nagelsen        | 6-1, 6-3      | Tableau |
| 40 | 18/08/1980 | Volvo Women's Cup Mahwah                     |           | 100 000 $ | Dur (ext.)      | Martina Navrátilová Candy Reynolds   | Pam Shriver Betty Stöve            | 4-6, 6-3, 6-1 | Tableau |
| 41 | 25/08/1980 | US Open Flushing Meadows                     | G. Chelem | 300 000 $ | Dur (ext.)      | Billie Jean King Martina Navrátilová | Pam Shriver Betty Stöve            | 7-6, 7-5      | Tableau |
| 42 | 08/09/1980 | Women’s Games Salt Lake City                 |           | 50 000 $  | Dur (ext.)      | Virginia Ruzici Pam Teeguarden       | Barbara Jordan Joanne Russell      | 6-4, 7-5      | Tableau |
| 43 | 15/09/1980 | Buick Riviera Classic Las Vegas              |           | 200 000 $ | Dur (int.)      | Kathy Jordan Anne Smith              | Martina Navrátilová Betty Stöve    | 2-6, 6-4, 6-3 | Tableau |
| 44 | 22/09/1980 | Davidson’s Classic Atlanta                   |           | 100 000 $ | Moquette (int.) | Barbara Potter Sharon Walsh          | Kathy Jordan Anne Smith            | 6-3, 6-1      | Tableau |
| 45 | 29/09/1980 | US Indoors Minneapolis                       |           | 100 000 $ | Moquette (int.) | Ann Kiyomura Candy Reynolds          | Anne Smith Paula Smith             | 6-3, 4-6, 6-1 | Tableau |
| 46 | 06/10/1980 | Thunderbird Classic Phoenix                  |           | 100 000 $ | Dur (ext.)      | Pam Shriver Paula Smith              | Ann Kiyomura Candy Reynolds        | 6-0, 6-4      | Tableau |
| 47 | 13/10/1980 | Maybelline Classic Deerfield Beach           |           | 100 000 $ | Dur (ext.)      | Andrea Jaeger Regina Maršíková       | Martina Navrátilová Candy Reynolds | 1-6, 6-1, 6-2 | Tableau |
| 48 | 13/10/1980 | Borden Classic Nagoya                        |           | 50 000 $  | Terre (ext.)    | Lindsay Morse Jean Nachand           | Nerida Gregory Marie Neumanova     | 6-3, 6-1      | Tableau |
| 49 | 20/10/1980 | Daihatsu Challenge Brighton                  |           | 125 000 $ | Moquette (int.) | Kathy Jordan Anne Smith              | Martina Navrátilová Betty Stöve    | 6-3, 7-5      | Tableau |
| 50 | 20/10/1980 | Hit-Union Japan Open Tokyo                   |           | 50 000 $  | Dur (ext.)      | Dana Gilbert Peanut Louie            | Nerida Gregory Marie Neumanova     | 7-5, 7-6      | Tableau |
| 51 | 27/10/1980 | Stockholm Open Stockholm                     |           | 75 000 $  | Moquette (int.) | Mima Jaušovec Virginia Ruzici        | Hana Mandlíková Betty Stöve        | 6-2, 6-1      | Tableau |
| 52 | 03/11/1980 | Porsche Grand Prix Filderstadt               |           | 125 000 $ | Dur (int.)      | Hana Mandlíková Betty Stöve          | Kathy Jordan Anne Smith            | 6-4, 7-5      | Tableau |
| 53 | 03/11/1980 | Seiko Classic Hong Kong                      |           | 50 000 $  | Terre (ext.)    | Wendy Turnbull Sharon Walsh          | Penny Johnson Silvana Urroz        | 6-1, 6-2      | Tableau |
| 54 | 10/11/1980 | Dutch International Indoors Amsterdam        |           | 75 000 $  | Moquette (int.) | Hana Mandlíková Betty Stöve          | Mima Jaušovec Joanne Russell       | 7-6, 7-6      | Tableau |
| 55 | 10/11/1980 | Florida Federal Open Tampa                   |           | 125 000 $ | Dur (ext.)      | Rosie Casals Candy Reynolds          | Anne Smith Paula Smith             | 7-6, 7-5      | Tableau |
| 56 | 24/11/1980 | Toyota Australian Open Melbourne             | G. Chelem | 200 000 $ | Gazon (ext.)    | Betsy Nagelsen Martina Navrátilová   | Ann Kiyomura Candy Reynolds        | 6-4, 6-4      | Tableau |
| 57 | 24/11/1980 | South African Open Johannesburg              |           | NC        | Dur (ext.)      | NC                                   | NC                                 | NC            |         |
| 58 | 01/12/1980 | Building Society NSW Open Sydney             |           | 125 000 $ | Gazon (ext.)    | Pam Shriver Betty Stöve              | Rosie Casals Wendy Turnbull        | 6-1, 4-6, 6-4 | Tableau |
| 59 | 08/12/1980 | National Panasonic Open Adélaïde             |           | 125 000 $ | Gazon (ext.)    | Pam Shriver Betty Stöve              | Sue Barker Sharon Walsh            | 6-4, 6-3      | Tableau |
| 60 | 15/12/1980 | Tucson Open Tucson                           |           | 75 000 $  | Moquette (int.) | Leslie Allen Barbara Potter          | Mary Lou Piatek Wendy White        | 7-6, 6-0      | Tableau |

### Double mixte
| No | Date       | Nom et lieu du tournoi      | Catégorie | Dotation  | Surface      | Vainqueures                  | Finalistes                       | Score         |         |
| -- | ---------- | --------------------------- | --------- | --------- | ------------ | ---------------------------- | -------------------------------- | ------------- | ------- |
| 1  | 26/05/1980 | Roland-Garros Paris         | G. Chelem | 250 000 $ | Terre (ext.) | Anne Smith Billy Martin      | Renáta Tomanová Stanislav Birner | 2-6, 6-4, 8-6 | Tableau |
| 2  | 23/06/1980 | The Championships Wimbledon | G. Chelem | 259 000 $ | Gazon (ext.) | Tracy Austin John Austin     | Dianne Fromholtz Mark Edmondson  | 4-6, 7-6, 6-3 | Tableau |
| 3  | 25/08/1980 | US Open Flushing Meadows    | G. Chelem | 300 000 $ | Dur (ext.)   | Wendy Turnbull Marty Riessen | Betty Stöve Frew McMillan        | 7-6, 6-2      | Tableau |

## Classements de fin de saison
| Rang | Joueuse             |
| ---- | ------------------- |
| 1    | Chris Evert         |
| 2    | Tracy Austin        |
| 3    | Martina Navrátilová |
| 4    | Hana Mandlíková     |
| 5    | Evonne Goolagong    |
| 6    | Billie Jean King    |
| 7    | Andrea Jaeger       |
| 8    | Wendy Turnbull      |
| 9    | Pam Shriver         |
| 10   | Greer Stevens       |

## Coupe de la Fédération
| Date     | Lieu                   | Surf.        | Vainqueur                                          | Finaliste                                 | Score |         |
| 19/05/80 | Berlin, Rot-Weiss T.C. | Terre (ext.) | Rosie Casals Tracy Austin Kathy Jordan Chris Evert | Wendy Turnbull Susan Leo Dianne Fromholtz | 3-0   | Tableau |

## Wightman Cup
Épreuve conjointement organisée par l'United States Tennis Association et la Lawn Tennis Association.
| Date     | Lieu                       | Vainqueur  | Perdant     | Score |
| 30/10/80 | Londres, Royal Albert Hall | États-Unis | Royaume-Uni |       |

## Sources
- (en) WTA Tour : site officiel
- (en) [PDF] WTA Tour : palmarès complet 1971-2011